# Car Care Plan International
O Car Care Plan International foi um torneio masculino de golfe que fazia parte do calendário anual do circuito europeu da PGA entre 1982 e 1986. Foi acolhido pelos três clubes de golfe da cidade inglesa de Leeds. As edições de 1983 e 1984 foram vencidas pelo Nick Faldo, detentor de seis títulos do principal torneio. Em 1986, o prêmio foi de 110.000 £.

## Campeões

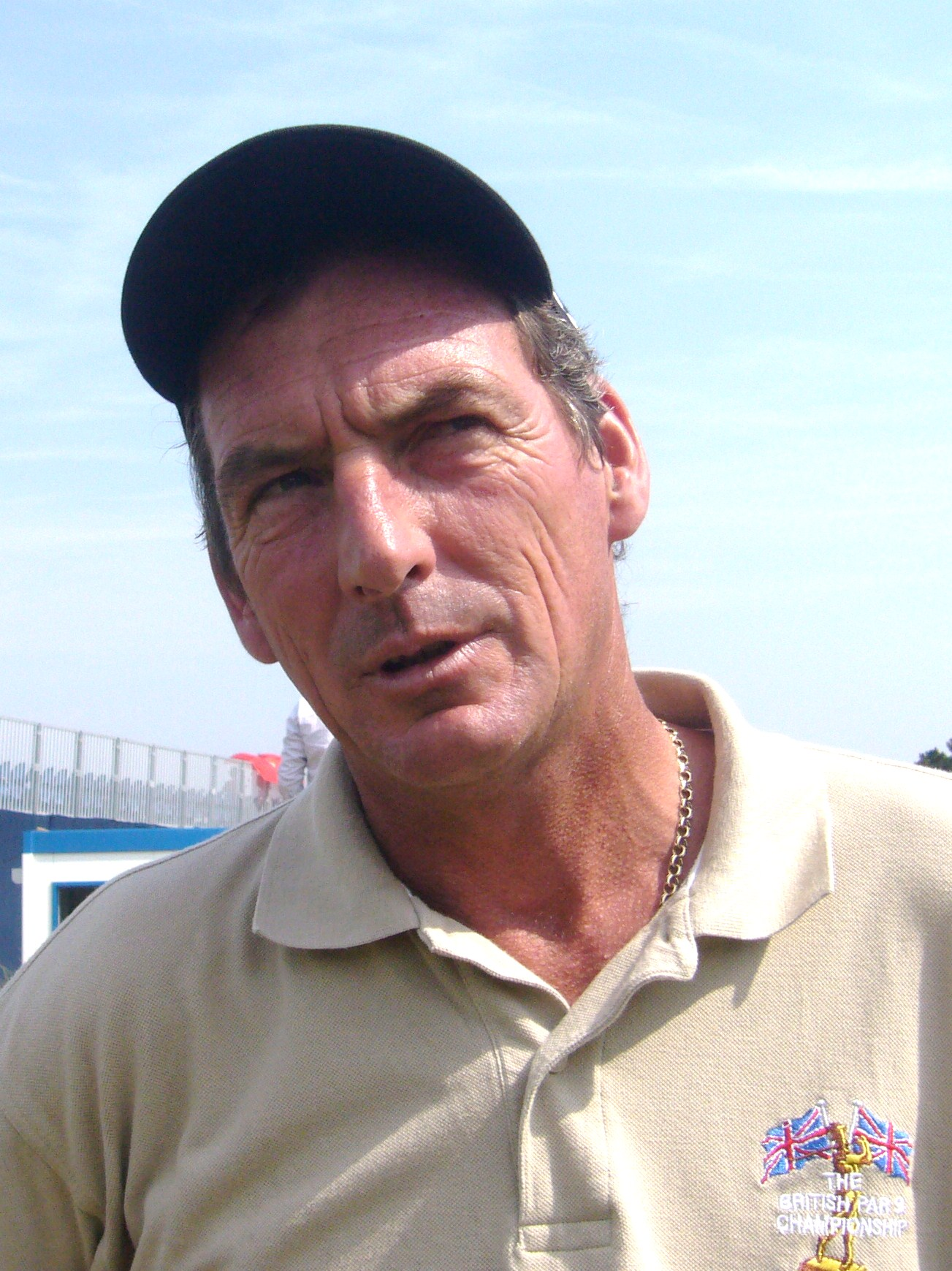
Mark Mouland foi o último campeão do torneio.

| Ano  | Campeão         | País          | Sede                    | Pontuação | Par | Margem de vitória | Vice-campeão(ões)         |
| ---- | --------------- | ------------- | ----------------------- | --------- | --- | ----------------- | ------------------------- |
| 1986 | Mark Mouland    | País de Gales | Moortown Golf Club      | 272       | −4  | 1 tacada          | Anders Forsbrand          |
| 1985 | David J Russell | Inglaterra    | Moortown Golf Club      | 277       | +1  | 1 tacada          | Carl Mason                |
| 1984 | Nick Faldo (2)  | Inglaterra    | Moortown Golf Club      | 276       | +2  | 1 tacada          | Howard Clark              |
| 1983 | Nick Faldo      | Inglaterra    | Sand Moor Golf Club     | 272       | −8  | 1 tacada          | Howard Clark Brian Waites |
| 1982 | Brian Waites    | Inglaterra    | Moor Allerton Golf Club | 276       | −8  | 1 tacada          | Brian Barnes Paul Hoad    |